# 香港紅十字會瑪嘉烈戴麟趾學校
香港紅十字會瑪嘉烈戴麟趾學校（英語：Hong Kong Red Cross Margaret Trench School，簡稱「MTS」）位於九龍黃大仙牛池灣平定道東10號，由香港紅十字會於1973年9月創立，是香港的一所政府資助的特殊學校，為身體弱能及智障學生提供教育及復康服務，2020-2021學年，學校共開辦小一至中六班級，共提供學額120個。學生主要為屬腦麻痺症，其餘的包括發展遲緩、肌肉萎縮症、黏多糖症等，而大部份均兼有不同程度的智障。
學校提供主流普通課程、調適課程(適合不同智力障礙)，本年度共有2位學生參與部份香港中學文憑試。

## 學校設施
設有課室10間，小組教學室2間，特別室6間；包括家政室、視覺藝術室、綜合科學實驗室、電腦室、音樂室、多媒體學習室、圖書館、玩具資源室、家長資源室、教具資源室、多用途室、學生活動室；亦有禮堂、有蓋操場、遊樂場及足球場。

### 活動
學校每年安排學生參加朗誦節及音樂節，並舉辦周年陸運會及環境保護教育等，豐富校園生活。

## 外部連結
- 香港紅十字會瑪嘉烈戴麟趾學校官方網站 （页面存档备份，存于）
- 家庭與學校合作事宜委員會相關網站 - 香港紅十字會瑪嘉烈戴麟趾學校 （页面存档备份，存于）
- 香港紅十字會相關網站 - 香港紅十字會瑪嘉烈戴麟趾學校